# Forsyth (Montana)
Forsyth ist eine Stadt im Rosebud County, Montana, in den  Vereinigten Staaten von Amerika. Zu den Zählungen im Jahr 2000 hatte sie 1.944 Einwohner. Sie ist Sitz der Countyverwaltung (County Seat) von Rosebud County.

## Geschichte
Forsyth wurde 1876 als Siedlung am Yellowstone River gegründet. Es war ein Anlegeplatz für Raddampfer und diente der United States Army während der Indianerkriege.
1882 gründete Thomas Alexander die Stadt.
1894 fuhren 500 Männer der sozialistischen Coxey's Army, inspiriert von Jacob Coxey und geführt von William Hogan, mit einem Zug nach Washington, DC. In Forsyth wurden sie festgesetzt. Die meisten von Coxey's Army wurden nach Helena als Gefangene verbracht.
In den 1980ern wurde ein Stützpunkt der United States Air Force in der Stadt eingerichtet.

## Namenspatron
1882 wurde die Stadt nach James William Forsyth (1834–1906) benannt. Forsyth war ein General und Verantwortlicher für das Massaker von Wounded Knee.

## Geografie
Forsyth befindet sich bei den Koordinaten 46° 16′ N, 106° 41′ W.
Nach Angaben des United States Census Bureau erstreckt sich die Stadt auf einer Fläche von 2,9 km², auf der es keine Wasserflächen gibt.

## Demografie
Laut der Zählung im Jahr 2000 lebten 1944 Menschen in der Stadt. Diese verteilen sich auf insgesamt 826 Haushalte und 525 Familien. Die Bevölkerungsdichte beträgt 676,2 Menschen pro km². Die ethnischen Zugehörigkeiten sind folgendermaßen gestaffelt: 95,42 % Weiße; 2,26 % Amerikanische Ureinwohner; 1,23 Lateinamerikaner oder Hispanics; 0,82 Asiaten; 0,21 % Afroamerikaner. Der Rest gehört anderen Minderheiten an oder ist gemischtrassig. 
Es gibt 826 Haushalte, von denen in 29,8 % Kinder unter 18 Jahren, in 52,7 % Verheiratete Paare, in 7,4 % alleinstehende Frauen und in 36,4 % Menschen ohne Familie leben.  In 14,4 % der Haushalte leben Personen, die älter als 65 Jahre sind. Die durchschnittliche Anzahl von Personen in einem Haushalt beträgt 2,28, in Familien 2,89.
Der Altersaufbau der Stadt ist folgendermaßen gestaffelt: 
25,1 % unter 18 Jahren;
5,4 % zwischen 18 und 24 Jahren;
25,2 % zwischen 25 und 44 Jahren;
27,0 % zwischen 45 und 64 Jahren;
17,4 % Über 64 Jahre
Das Einkommen pro Haushalt beträgt im Mittel 33.533 $, das von Familien 44.100 $. 9,4 % der Familien und 10,5 % der gesamten Bevölkerung leben unterhalb der Armutsgrenze.